# Иловачића воденица
Иловачића воденица на јазу реке Градац, у Ваљеву, подигнута је крајем 18. или почетком 19. века и представља непокретно културно добро као споменик културе.
Воденица са четири камена, првобитно се налазила на излазу из старе чаршије Тешњар на реци Колубари, на земљишту на којем се налазио двор Јеврема Обреновића. Касније, 1813. године, воденица је била уступљена Јакову Ненадовићу, који је с њом радио до 1836. године. Воденица је после давана у закуп, једно време је била позната и као Карамарковићева воденица, потом Иловачића и радила је до 1955. године. Потом је напуштена и препуштена зубу времена, све до 1989. године, када је дислоцирана на јаз реке Градац, где је поново стављена у функцију.
Од пресељења воденица је у функцији и ради у оквиру Еколошког друштва Градац, док је воденичар све време Сретен из Таора.